# 2009–2010-es Európa-liga
A 2009–2010-es Európa-liga az európai labdarúgó-klubcsapatok második legrangosabb tornájának első kiírása volt. A verseny korábban UEFA-kupa néven volt ismert. A döntőt a HSH Nordbank Arenában játszották, a Hamburger SV hazai stadionjában, a németországi Hamburgban.
A döntőt az Atlético de Madrid nyerte meg az angol Fulham ellen.

## Indulásra jogosult csapatok
A 2009–2010-es Európa-liga küzdelmeiben 53 UEFA-tagország 159 csapata vesz részt. Az egyes országok indulásra jogosult csapatainak számát a nemzeti labdarúgó-bajnokságokra vonatkoztatott UEFA-együttható alapján határozzák meg. A 2008–2009-es UEFA-kupa-szezon győztesének még abban az esetben is biztosítanak helyet az Európa-liga csoportkörében, ha az UEFA-kupa-címvédő nem ért el olyan helyezést hazája labdarúgó-bajnokságában, amely indulásra jogosítaná.
Mivel a 2008–2009-es UEFA-kupa-szezon győztese, a Sahtar Doneck bajnokok ligája-szereplésre jogosító második helyezést ért el ukrán labdarúgó-bajnokságban, ezért a csoportkörben a címvédő számára fenntartott hely betöltetlen maradt.
Az indulásra jogosult csapatok számát a nemzeti labdarúgó-bajnokságokra vonatkoztatott UEFA-együttható képezte rangsor határozza meg:
- az 1–6-ig rangsoroltak 3 csapatot,
- a 7–9-ig rangsoroltak 4 csapatot,
- míg a 10–53-ig rangsoroltak egyaránt 3 csapatot indíthatnak, kivéve Andorrát, Liechtensteint és San Marinót. Az utóbbi három nemzet csak egy-egy csapattal vehet részt.

### Eloszlás

#### Első selejtezőkör
Indulásra jogosult csapatok száma: 46.
- a 37–51-ig rangsoroltak ezüstérmesei, kivéve Liechtenstein (14 csapat);
- a 22–51-ig rangsoroltak bronzérmesei, kivéve Liechtenstein (29 csapat);
- a UEFA-sportszerűségi ranglista első három helyezett nemzetének egy-egy csapata (3 csapat);

#### Második selejtezőkör
Indulásra jogosult csapatok száma: 80.
- az első selejtezőkör 23 továbbjutója (23 csapat);
- a 30–53-ig rangsoroltak kupagyőztesi (24 csapat);
- a 19-36-ig rangsoroltak ezüstérmesei (18 csapat);
- a 16–21-ig rangsoroltak bronzérmesei (6 csapat);
- a 10–15-ig rangsoroltak 4. helyezett csapatai (6 csapat);
- a 7–9-ig rangsoroltak 5. helyezett csapatai (3 csapat);

#### Harmadik selejtezőkör
Indulásra jogosult csapatok száma: 70.
- a második selejtezőkör 40 továbbjutója (40 csapat);
- a 18–29-ig rangsoroltak kupagyőztesei (12 csapat);
- a 16–18-ig rangsoroltak ezüstérmesei (3 csapat);
- a 10–15-ig rangsoroltak bronzérmesei (6 csapat);
- a 7–9-ig rangsoroltak 4. helyezett csapatai (3 csapat);
- a 4–6-ig rangsoroltak 5. helyezett csapatai, franciák esetén a ligakupa-győztes indul (3 csapat);
- az 1–3-ig rangsoroltak 6. helyezett csapatai (3 csapat);

#### Rájátszás a csoportkörbe kerülésért
Indulásra jogosult csapatok száma: 76.
- a harmadik selejtezőkör 35 továbbjutója (35 csapat);
- az 1–17-ig rangsoroltak kupagyőztesei (17 csapat);
- a 7–9-ig rangsoroltak bronzérmesei (3 csapat);
- a 4–6-ig rangsoroltak 4. helyezett csapatai (3 csapat);
- az 1–3-ig rangsoroltak 5. helyezett csapatai (3 csapat);
- a 2009–2010-es UEFA-bajnokok ligája harmadik selejtezőkörében kiesett 15 csapat;

#### Csoportkör
Indulásra jogosult csapatok száma: 48.
- a rájátszás 38 továbbjutója (38 csapat);
- a 2009–2010-es UEFA-bajnokok ligája rájátszásában kiesett 10 csapat;

#### Egyenes kieséses szakasz
Indulásra jogosult csapatok száma: 32.
- a csoportkör 12 csoportjának győztese (12 csapat);
- a csoportkör 12 csoportjának második helyezettje (12 csapat);
- a 2009–2010-es UEFA-bajnokok ligája csoportkörében harmadik helyen végzett csapatok 8 csapat;

## Selejtezők

### 1. selejtezőkör
A következő 46 csapat versenyez a második selejtezőkörbe jutásért:

#### Kiemelés
Sorsolás előtt az UEFA a kiemelt és kiemelés nélküli csapatokat 5 csoportba sorolta, melyből három 10, kettő pedig nyolc-nyolc csapatból áll. A párosításokat az egyes csoportokon belüli kiemelt–kiemelés nélküli csapat összesorsolásával alakították ki.
1 csoport
| Kiemelt csapatok - Rosenborg (28.760) - FC Lahti (1.957) - FK Vėtra (1.933) - MTZ-RIPA (1.733) - Szombathelyi Haladás (1.633) | Nem kiemelt csapatok - Dinamo Tirana (0.799) - Jertisz Pavlodar (0.649) - NSÍ Runavík (0.432) - CS Grevenmacher (0.266) - FK Sutjeska (0.200) |

2 csoport
| Kiemelt csapatok - Anórthoszi (12.016) - Slaven Belupo (2.446) - Sligo Rovers (1.899) - Zimbru Chişinău (1.332) - Olimpi Rusztavi (1.332) | Nem kiemelt csapatok - KS Vllaznia (0.799) - Okzsetpesz1 (0.649) - B36 Tórshavn (0.432) - UN Käerjéng 97 (0.266) - Birkirkara (0.099) |

3 csoport
| Kiemelt csapatok - Helsingborgs (9.938) - Polonia Warszawa (3.583) - Dinaburg (1.832) - Keflavík (1.332) - Zesztaponi (1.332) | Nem kiemelt csapatok - Nõmme Kalju (0.866) - Mika (0.599) - Lisburn Distillery (0.432) - Budućnost Podgorica (0.200) - Valletta FC (0.099) |

4 csoport
| Kiemelt csapatok - Motherwell (5.575) - Spartak Trnava (2.932) - Rudar Velenje (1.816) - Široki Brijeg (1.732) | Nem kiemelt csapatok - İnter Bakı (0.899) - Narva Trans (0.866) - Bananc (0.599) - Llanelli (0.465) |

5 csoport
| Kiemelt csapatok - Randers (4.890) - Bné Jehuda (3.050) - Dinama Minszk (1.733) - Fram (1.332) | Nem kiemelt csapatok - Renova (1.032) - Simurq PFK (0.899) - The New Saints (0.465) - Linfield (0.432) |

#### Párosítások
| 1. csapat           | Össz.      | 2. csapat        | 1. mérk. | 2. mérk. |
| ------------------- | ---------- | ---------------- | -------- | -------- |
| FK Sutjeska         | 2–3 (h.u.) | MTZ-RIPA         | 1–1      | 1–2      |
| FC Lahti            | 4–3        | Dinamo Tirana    | 4–1      | 0–2      |
| CS Grevenmacher     | 0–6        | FK Vėtra         | 0–3      | 0–3      |
| NSÍ Runavík         | 1–6        | Rosenborg        | 0–3      | 1–3      |
| Haladás             | 2–2 (i.g.) | Jertisz Pavlodar | 1–0      | 1–2      |
| Sligo Rovers        | 2–3        | KS Vllaznia      | 1–2      | 1–1      |
| Olimpi Rusztavi     | 4–0        | B36 Tórshavn     | 2–0      | 2–0      |
| Anórthoszi          | 7–1        | UN Käerjéng 97   | 5–0      | 2–1      |
| Slaven Belupo       | 1–0        | Birkirkara       | 1–0      | 0–0      |
| Zimbru Chişinău     | 3–2        | Okzsetpesz       | 1–2      | 2–0      |
| Lisburn Distillery  | 1–11       | Zesztaponi       | 1–5      | 0–6      |
| Helsingborgs        | 4–2        | Mika             | 3–1      | 1–1      |
| Valletta FC         | 5–2        | Keflavík         | 3–0      | 2–2      |
| Dinaburg            | 2–1        | Nõmme Kalju      | 2–1      | 0–0      |
| Budućnost Podgorica | 1–2        | Polonia Warszawa | 0–2      | 1–0      |
| Narva Trans         | 1–6        | Rudar Velenje    | 0–3      | 1–3      |
| Motherwell          | 3–1        | Llanelli         | 0–1      | 3–0      |
| Bananc              | 1–2        | Široki Brijeg    | 0–2      | 1–0      |
| Spartak Trnava      | 5–2        | İnter Bakı       | 2–1      | 3–1      |
| Dinama Minszk       | 3–2        | Renova           | 2–1      | 1–1      |
| Randers             | 7–0        | Linfield         | 4–0      | 3–0      |
| Simurq PFK          | 0–4        | Bné Jehuda       | 0–1      | 0–3      |
| Fram                | 4–2        | The New Saints   | 2–1      | 2–1      |

Az MTZ-RIPA, az FK Vėtra, a Rosenborg, a Rudar Velenje, a Široki Brijeg és a The New Saints sorsolás szerint hazai pályán kezdett volna, azonban felcserélték a pályaválasztói jogot.

### 2. selejtezőkör
A következő 57 csapat a második selejtezőkörben csatlakozott az 1. selejtezőkör 23 győztes csapatához.

#### Kiemelés
| - Steaua București (53.781) - FC Basel (51.050) - Galatasaray (33.445) - Rosenborg (28.760) - Aalborg BK (24.890) - Crvena zvezda (12.050) - Anórthoszi (12.016) - Brøndby (10.890) - Metalurh Doneck (10.370) - Helsingborg (9.938) - MŠK Žilina (8.932) - Tromsø (8.760) - Rapid Wien (8.565) - Paços de Ferreira (8.292) - NAC Breda (7.825) - AÉ Láriszasz (7.632) - Elfsborg (6.938) - Falkirk (5.575) - Motherwell (5.575) - Cserno More (5.250) - KAA Gent (5.065) - Randers (4.890) - Sigma Olomouc (4.150) - Legia Warszawa (3.583) - Polonia Warszawa (3.583) - Sturm Graz (3.565) - Dinamo Tbiliszi (3.332) - Makkabi Netanja (3.050) - Bné Jehuda (3.050) - FK Sevojno (3.050) - Omónia (3.016) - Spartak Trnava (2.932) - Derry City (2.899) - St Patrick's Athletic (2.899) - ND Gorica (2.816) - Rijeka ( 2.466) - Slaven Belupo (2.466) - Rabotnicski (2.032) - Helsingin JK (1.957) - FC Honka (1.957) | - FC Lahti (1.957) - Sūduva (1.933) - FBK Kaunas (1.933) - FK Vėtra (1.933) - KS Vllaznia - Liepājas Metalurgs (1.832) - Skonto FK (1.832) - Dinaburg (1.832) - Rudar Velenje (1.816) - Naftan (1.733) - Dinama Minszk (1.733) - MTZ-RIPA (1.733) - Slavija (1.732) - FK Sarajevo (1.732) - Široki Brijeg (1.732) - Újpest (1.633) - Haladás (1.633) - Olimpi Rusztavi (1.332) - Zesztaponi (1.332) - Dacia Chişinău (1.332) - Iskra-Stal (1.332) - Zimbru Chişinău (1.332) - KR (1.332) - Fram (1.332) - FC Vaduz (1.100) - Milano (1.032) - Qarabağ FK (0.899) - Flora (0.866) - Flamurtari Vlorë (0.799) - Tobil Kosztanaj (0.649) - Gandzaszar Kapan (0.599) - Bangor City (0.465) - Crusaders (0.432) - HB Tórshavn (0.432) - Differdange (0.266) - OFK Petrovac (0.200) - Santa Coloma (0.100) - Sliema Wanderers (0.099) - Valletta FC (0.099) - Juvenes/Dogana (0.050) |

#### Párosítások
| 1. csapat             | Össz.      | 2. csapat         | 1. mérk. | 2. mérk. |
| --------------------- | ---------- | ----------------- | -------- | -------- |
| Rosenborg             | 0–1        | Qarabağ FK        | 0–0      | 0–1      |
| Zimbru Chişinău       | 0–1        | Paços de Ferreira | 0–0      | 0–1      |
| Juvenes/Dogana        | 0–5        | Polonia Warszawa  | 0–1      | 0–4      |
| Sturm Graz            | 3–2        | Široki Brijeg     | 2–1      | 1–1      |
| FC Basel              | 7–1        | Santa Coloma      | 3–0      | 4–1      |
| FC Honka              | 3–0        | Bangor City       | 2–0      | 1–0      |
| MŠK Žilina            | 3–0        | Dacia Chişinău    | 2–0      | 1–0      |
| Anórthoszi            | 3–4 (h.u.) | OFK Petrovac      | 2–1      | 1–3      |
| St Patrick's Athletic | 2–1        | Valletta FC       | 1–1      | 1–0      |
| Omónia                | 8–1        | HB Tórshavn       | 4–0      | 4–1      |
| ND Gorica             | 1–2        | FC Lahti          | 1–0      | 0–2      |
| Sigma Olomouc         | 3–1        | Fram              | 1–1      | 2–0      |
| Legia Warszawa        | 4–0        | Olimpi Rusztavi   | 3–0      | 1–0      |
| Falkirk               | 1–2 (h.u.) | FC Vaduz          | 1–0      | 0–2      |
| Elfsborg              | 3–0        | Haladás           | 3–0      | 0–0      |
| Rapid Wien            | 8–0        | KS Vllaznia       | 5–0      | 3–0      |
| Naftan                | 2–2 (i.g.) | KAA Gent          | 2–1      | 0–1      |
| Liepājas Metalurgs    | 3–4        | Dinamo Tbiliszi   | 2–1      | 1–3      |
| Differdange           | 1–3        | Rijeka            | 1–0      | 0–3      |
| Sūduva                | 1–2        | Randers           | 0–1      | 1–1      |
| FK Vėtra              | 3–2        | Helsingin JK      | 0–1      | 3–1      |
| Milano                | 2–12       | Slaven Belupo     | 0–4      | 2–8      |
| Dinama Minszk         | 1–4        | Tromsø            | 0–0      | 1–4      |
| KR                    | 3–1        | AÉL Láriszasz     | 2–0      | 1–1      |
| Brøndby               | 4–2        | Flora             | 0–1      | 4–1      |
| Aalborg               | 1–3        | Slavija           | 0–0      | 1–3      |
| Steaua București      | 4–1        | Újpest            | 2–0      | 2–1      |
| Metalurh Doneck       | 5–1        | MTZ-RIPA          | 3–0      | 2–1      |
| Crusaders             | 3–5        | Rabotnicski       | 1–1      | 2–4      |
| Bné Jehuda            | 5–0        | Dinaburg          | 4–0      | 1–0      |
| NAC Breda             | 8–0        | Gandzaszar Kapan  | 6–0      | 2–0      |
| Cserno More           | 4–0        | Iskra-Stal        | 1–0      | 3–0      |
| FK Sevojno            | 1–1 (i.g.) | FBK Kaunas        | 0–0      | 1–1      |
| Flamurtari Vlorë      | 2–8        | Motherwell        | 1–0      | 1–8      |
| Zesztaponi            | 3–4 (h.u.) | Helsingborg       | 1–2      | 2–2      |
| Skonto FK             | 1–2        | Derry City        | 1–1      | 0–1      |
| Sliema Wanderers      | 0–3        | Makkabi Netanja   | 0–0      | 0–3      |
| Tobil Kosztanaj       | 1–3        | Galatasaray       | 1–1      | 0–2      |
| Rudar Velenje         | 0–5        | Crvena zvezda     | 0–1      | 0–4      |
| FK Sarajevo           | 2–1        | Spartak Trnava    | 1–0      | 1–1      |

A Rabotnicski, a Paços de Ferreira, a Polonia Warszawa és az FBK Kaunas a sorsolás szerint hazai pályán kezdett volna, azonban felcserélték a pályaválasztói jogot.

### 3. selejtezőkör
A következő 30 csapat ebben a selejtezőkörben csatlakozott a második körből győztes 40 csapathoz:
| - AS Roma (78.581) - PSV Eindhoven (75.825) - Hamburger SV (67.339) - Fenerbahçe (52.445) - Lille (47.033) - Braga (39.292) - Club Brugge (34.065) - Austria Wien (31.565) - Metaliszt Harkiv (24.370) - Athletic Club (23.853) - Hapóél Tel-Aviv (18.050) - Fulham (15.899) - CSZKA Szofija (14.250) - Odense (12.890) - Lech Poznań (12.583) | - Slovan Liberec (12.150) - Aberdeen (11.575) - Krilja Szovetov (11.525) - PAÓK (9.632) - FC Vaslui (7.781) - Young Boys (6.050) - Vålerenga (4.760) - Fredrikstad (3.760) - FK Vojvodina (3.050) - APÓP (3.016) - IFK Göteborg (2.938) - MFK Košice (2.932) - Hajduk Split (2.466) - Interblock (1.816) - Budapest Honvéd (1.633) |  |

### Párosítások
| 1. csapat             | Össz.                 | 2. csapat         | 1. mérk. | 2. mérk. |
| --------------------- | --------------------- | ----------------- | -------- | -------- |
| FK Sarajevo           | 3–3 (11-esekkel: 5–4) | Helsingborg       | 1–2      | 2–1      |
| Fredrikstad           | 3–7                   | Lech Poznań       | 1–6      | 2–1      |
| Rijeka                | 1–4                   | Metaliszt Harkiv  | 1–2      | 0–2      |
| KAA Gent              | 2–10                  | AS Roma           | 1–3      | 1–7      |
| Vaslui                | 3–1                   | Omónia            | 2–0      | 1–1      |
| Slavija               | 1–5                   | MFK Košice        | 0–2      | 1–3      |
| IFK Göteborg          | 2–4                   | Hapóél Tel-Aviv   | 1–3      | 1–1      |
| PSV Eindhoven         | 2–0                   | Cserno More       | 1–0      | 1–0      |
| Metalurh Doneck       | 5–0                   | Interblock        | 2–0      | 3–0      |
| Vålerenga             | 2–2 (i.g.)            | PAÓK              | 1–2      | 1–0      |
| Rapid Wien            | 4–3 (h.u.)            | APÓP              | 2–1      | 2–2      |
| Honka                 | 1–3                   | Qarabağ FK        | 0–1      | 1–2      |
| FC Vaduz              | 0–3                   | Slovan Liberec    | 0–1      | 0–2      |
| St Patrick's Athletic | 3–3 (i.g.)            | Krilja Szovetov   | 1–0      | 2–3      |
| Randers               | 1–4                   | Hamburg           | 0–4      | 1–0      |
| Tromsø                | 4–1                   | Slaven Belupo     | 2–1      | 2–0      |
| Brøndby               | 3–3 (i.g.)            | Legia Warszawa    | 1–1      | 2–2      |
| FK Vojvodina          | 3–5                   | Austria Wien      | 1–1      | 2–4      |
| CSZKA Szofija         | 2–1                   | Derry City        | 1–0      | 1–1      |
| Steaua București      | 6–1                   | Motherwell        | 3–0      | 3–1      |
| MŠK Žilina            | 2–1                   | Hajduk Split      | 1–1      | 1–0      |
| Braga                 | 1–4                   | Elfsborg          | 1–2      | 0–2      |
| Aberdeen              | 1–8                   | Sigma Olomouc     | 1–5      | 0–3      |
| Rabotnicski           | 3–7                   | Odense            | 3–4      | 0–3      |
| FK Sevojno            | 0–4                   | Lille OSC         | 0–2      | 0–2      |
| OFK Petrovac          | 1–7                   | Sturm Graz        | 1–2      | 0–5      |
| Fenerbahçe            | 6–2                   | Budapest Honvéd   | 5–1      | 1–1      |
| Bné Jehuda            | 2–0                   | Paços de Ferreira | 1–0      | 1–0      |
| Club Brugge           | 4–3                   | FC Lahti          | 3–2      | 1–1      |
| Athletic Club         | 2–2 (i.g.)            | Young Boys        | 0–1      | 2–1      |
| KR                    | 3–5                   | FC Basel          | 2–2      | 1–3      |
| Makkabi Netanja       | 1–10                  | Galatasaray       | 1–4      | 0–6      |
| Dinamo Tbiliszi       | 4–5                   | Crvena zvezda     | 2–0      | 2–5      |
| Polonia Warszawa      | 1–4                   | NAC Breda         | 0–1      | 1–3      |
| FK Vėtra              | 0–6                   | Fulham            | 0–3      | 0–3      |

### Rájátszás
A következő 26 csapat csatlakozik a rájátszásban. Hozzájuk csatlakozik az előző kör 35 győztese és a 2009–2010-es UEFA-bajnokok ligája harmadik selejtezőkörének 15 vesztese
| - Werder Bremen (91.339) - Villarreal (80.853) - Sahtar Doneck (74.370) - Zenyit (68.525) - SL Benfica (64.292) - Valencia (59.853) - Ajax (54.825) - Everton (35.899) - Heerenveen (33.825) - Lazio (26.581) - Hertha BSC (26.339) - Sparta Praha (26.150) - Dinamo Bucureşti (25.781) - AÉK Athén (25.632) - Slavia Praha (25.150) - Aston Villa (23.899) - Partizan (23.050) - Twente (17.825) - Dinamo Zagreb (16.466) - Liteksz Lovecs (16.250) - Toulouse (14.033) | - CFR Cluj (13.781) - Genoa (12.581) - Hearts (11.575) - Trabzonspor (10.445) - Guingamp (10.033) - Vaslui (9.781) - Amkar Perm (9.525) - Gyinamo Moszkva (9.525) - Vorszkla Poltava (8.370) - Sion (8.050) - BATE Bariszav (7.733) - Nacional (7.292) - Sivasspor (6.445) - Genk (6.065) - Teplice (5.150) - Stabæk (3.760) - Slovan Bratislava (2.932) - NK Maribor (2.816) - Bakı FK (0.899) - Levadia (0.866) - Aktöbe (0.649) |

### Párosítások
| 1. csapat        | Össz.                 | 2. csapat             | 1. mérk. | 2. mérk. |
| ---------------- | --------------------- | --------------------- | -------- | -------- |
| Sivasspor        | 0–5                   | Sahtar Doneck         | 0–3      | 0–2      |
| Brøndby          | 3–4                   | Hertha BSC            | 2–1      | 1–3      |
| Athletic Club    | 4–3                   | Tromsø                | 3–2      | 1–1      |
| FK Sarajevo      | 2–3                   | CFR Cluj              | 1–1      | 1–2      |
| Rapid Wien       | 2–2 (i.g.)            | Aston Villa           | 1–0      | 1–2      |
| Steaua București | 5–1                   | St Patrick's Athletic | 3–0      | 2–1      |
| NK Maribor       | 0–3                   | Sparta Praha          | 0–2      | 0–1      |
| Nacional         | 5–4                   | Zenyit                | 4–3      | 1–1      |
| Genoa            | 4–2                   | Odense                | 3–1      | 1–1      |
| Dinamo Bucureşti | 3–3 (11-esekkel: 9–8) | Slovan Liberec        | 0–3      | 3–0      |
| Guingamp         | 2–8                   | Hamburger SV          | 1–5      | 1–3      |
| Sion             | 2–4                   | Fenerbahçe            | 0–2      | 2–2      |
| Sturm Graz       | 2–1                   | Metaliszt Harkiv      | 1–1      | 1–0      |
| Slavia Praha     | 4–2                   | Crvena zvezda         | 3–0      | 1–2      |
| SL Benfica       | 5–2                   | Vorszkla Poltava      | 4–0      | 1–2      |
| Vaslui           | 2–4                   | AÉK Athén             | 2–1      | 0–3      |
| Stabæk           | 1–7                   | Valencia              | 0–3      | 1–4      |
| PAÓK             | 1–1 (i.g.)            | Heerenveen            | 1–1      | 0–0      |
| Dinamo Zagreb    | 4–2                   | Hearts                | 4–0      | 0–2      |
| Werder Bremen    | 8–3                   | Aktöbe                | 6–3      | 2–0      |
| Everton          | 5–1                   | Sigma Olomouc         | 4–0      | 1–1      |
| BATE Bariszav    | 4–1 (h.u.)            | Liteksz Lovecs        | 0–1      | 4–0      |
| NAC Breda        | 2–9                   | Villarreal            | 1–3      | 1–6      |
| Lech Poznań      | 1–1 (11-esekkel: 3–4) | Club Brugge           | 1–0      | 0–1      |
| Fulham           | 3–2                   | Amkar Perm            | 3–1      | 0–1      |
| Galatasaray      | 6–1                   | Levadia               | 5–0      | 1–1      |
| Teplice          | 2–3                   | Hapóél Tel-Aviv       | 1–2      | 1–1      |
| Metalurh Doneck  | 4–5 (h.u.)            | Austria Wien          | 2–2      | 2–3      |
| Twente           | 3–1                   | Qarabağ FK            | 3–1      | 0–0      |
| MFK Košice       | 4–10                  | AS Roma               | 3–3      | 1–7      |
| CSZKA Szofija    | 2–1                   | Gyinamo Moszkva       | 0–0      | 2–1      |
| Genk             | 3–6                   | Lille                 | 1–2      | 2–4      |
| Bné Jehuda       | 0–2                   | PSV Eindhoven         | 0–1      | 0–1      |
| Lazio            | 3–1                   | Elfsborg              | 3–0      | 0–1      |
| Trabzonspor      | 2–3                   | Toulouse              | 1–3      | 1–0      |
| Partizan         | 3–1                   | MŠK Žilina            | 1–1      | 2–0      |
| Bakı FK          | 2–8                   | FC Basel              | 1–3      | 1–5      |
| Ajax             | 7–1                   | Slovan Bratislava     | 5–0      | 2–1      |

## Csoportkör

### Sorsolás
A 2009–2010-es Európa-liga csoportjainak beosztását az alábbi, a klubcsapatra vonatkozó UEFA-együttható alapján sorba rendezett csoportokban végezték. Az 1. kalapban a legerősebb, a 4. kalapban az UEFA-együttható alapján leggyengébb csapatok foglaltak helyet. A 12 csoportba minden kalapból egy-egy csapatot sorsoltak ki. Ugyanazon csoportba azonos nemzetbeli csapatok nem kerülhettek.
| 1. kalap - Sahtar DoneckCV - Werder Bremen - Villarreal - AS Roma - PSV Eindhoven - Sporting CP - Hamburg - SL Benfica - Valencia - Panathinaikósz - Ajax - Steaua București | 2. kalap - Fenerbahçe - Basel - Lille - Celtic - Everton - Club Brugge - Heerenveen - Galatasaray - Anderlecht - Austria Wien - FC København - SS Lazio | 3. kalap - Hertha BSC - Sparta Praha - Dinamo Bucureşti - AÉK Athén - Slavia Praha - Levszki Szofija - Athletic Club - FK Partizan - Hapóél Tel-Aviv - Twente - Dinamo Zagreb - Fulham | 4. kalap - CSZKA Szofija - Toulouse FC - CFR Cluj - Genoa - Rapid Wien - Timişoara - BATE Bariszav - CD Nacional - Red Bull Salzburg - Sturm Graz - Ventspils - Sheriff Tiraspol |

| Csapat        | M | Gy | D | V | G+ | G– | Gk | P  |
| ------------- | - | -- | - | - | -- | -- | -- | -- |
| Anderlecht    | 6 | 3  | 2 | 1 | 9  | 4  | +5 | 11 |
| Ajax          | 6 | 3  | 2 | 1 | 8  | 6  | +2 | 11 |
| Dinamo Zagreb | 6 | 2  | 0 | 4 | 6  | 8  | –2 | 6  |
| Timişoara     | 6 | 1  | 2 | 3 | 4  | 9  | –5 | 5  |

| Csapat       | M | Gy | D | V | G+ | G– | Gk | P  |
| ------------ | - | -- | - | - | -- | -- | -- | -- |
| Valencia CF  | 6 | 3  | 3 | 0 | 12 | 8  | +4 | 12 |
| Lille OSC    | 6 | 3  | 1 | 2 | 15 | 9  | +6 | 10 |
| Genoa        | 6 | 2  | 1 | 3 | 8  | 10 | –2 | 7  |
| Slavia Praha | 6 | 0  | 3 | 3 | 5  | 13 | –8 | 3  |

| Csapat          | M | Gy | D | V | G+ | G– | Gk | P  |
| --------------- | - | -- | - | - | -- | -- | -- | -- |
| Hapóél Tel-Aviv | 6 | 4  | 0 | 2 | 13 | 8  | +5 | 12 |
| Hamburger SV    | 6 | 3  | 1 | 2 | 7  | 6  | +1 | 10 |
| Celtic          | 6 | 1  | 3 | 2 | 7  | 7  | 0  | 6  |
| Rapid Wien      | 6 | 1  | 2 | 3 | 8  | 14 | –6 | 5  |

| Csapat      | M | Gy | D | V | G+ | G– | Gk | P  |
| ----------- | - | -- | - | - | -- | -- | -- | -- |
| Sporting CP | 6 | 3  | 2 | 1 | 8  | 6  | +2 | 11 |
| Hertha BSC  | 6 | 3  | 1 | 2 | 6  | 5  | +1 | 10 |
| Heerenveen  | 6 | 2  | 2 | 2 | 11 | 7  | +4 | 8  |
| Ventspils   | 6 | 0  | 3 | 3 | 3  | 10 | –7 | 3  |

| Csapat        | M | Gy | D | V | G+ | G– | Gk  | P  |
| ------------- | - | -- | - | - | -- | -- | --- | -- |
| Roma          | 6 | 4  | 1 | 1 | 10 | 5  | +5  | 13 |
| Fulham        | 6 | 3  | 2 | 1 | 8  | 6  | +2  | 11 |
| FC Basel      | 6 | 3  | 0 | 3 | 10 | 7  | +3  | 9  |
| CSZKA Szofija | 6 | 0  | 1 | 5 | 2  | 12 | –10 | 1  |

| Csapat           | M | Gy | D | V | G+ | G– | Gk | P  |
| ---------------- | - | -- | - | - | -- | -- | -- | -- |
| Galatasaray      | 6 | 4  | 1 | 1 | 12 | 4  | +8 | 13 |
| Panathinaikósz   | 6 | 4  | 0 | 2 | 7  | 4  | +3 | 12 |
| Dinamo Bucureşti | 6 | 2  | 0 | 4 | 4  | 12 | –8 | 6  |
| Sturm Graz       | 6 | 1  | 1 | 4 | 3  | 6  | –3 | 4  |

| Csapat            | M | Gy | D | V | G+ | G– | Gk | P  |
| ----------------- | - | -- | - | - | -- | -- | -- | -- |
| Red Bull Salzburg | 6 | 6  | 0 | 0 | 9  | 2  | +7 | 18 |
| Villarreal        | 6 | 3  | 0 | 3 | 8  | 6  | +2 | 9  |
| Lazio             | 6 | 2  | 0 | 4 | 9  | 10 | –1 | 6  |
| Levszki Szofija   | 6 | 1  | 0 | 5 | 1  | 9  | –8 | 3  |

| Csapat           | M | Gy | D | V | G+ | G– | Gk | P  |
| ---------------- | - | -- | - | - | -- | -- | -- | -- |
| Fenerbahçe       | 6 | 5  | 0 | 1 | 8  | 3  | +5 | 15 |
| Twente           | 6 | 2  | 2 | 2 | 5  | 6  | –1 | 8  |
| Sheriff Tiraspol | 6 | 1  | 2 | 3 | 4  | 5  | –1 | 5  |
| Steaua București | 6 | 0  | 4 | 2 | 3  | 6  | –3 | 4  |

| Csapat        | M | Gy | D | V | G+ | G– | Gk  | P  |
| ------------- | - | -- | - | - | -- | -- | --- | -- |
| Benfica       | 6 | 5  | 0 | 1 | 13 | 3  | +10 | 15 |
| Everton       | 6 | 3  | 0 | 3 | 7  | 9  | –2  | 9  |
| BATE Bariszav | 6 | 2  | 1 | 3 | 7  | 9  | –2  | 7  |
| AÉK           | 6 | 1  | 1 | 4 | 5  | 11 | –6  | 4  |

| Csapat        | M | Gy | D | V | G+ | G– | Gk  | P  |
| ------------- | - | -- | - | - | -- | -- | --- | -- |
| Sahtar Doneck | 6 | 4  | 1 | 1 | 14 | 3  | +11 | 13 |
| Club Brugge   | 6 | 3  | 2 | 1 | 10 | 8  | +2  | 11 |
| Toulouse FC   | 6 | 2  | 1 | 3 | 6  | 11 | –5  | 7  |
| Partizan      | 6 | 1  | 0 | 5 | 6  | 14 | –8  | 3  |

| Csapat        | M | Gy | D | V | G+ | G– | Gk | P  |
| ------------- | - | -- | - | - | -- | -- | -- | -- |
| PSV Eindhoven | 6 | 4  | 2 | 0 | 8  | 3  | +5 | 14 |
| FC København  | 6 | 3  | 1 | 2 | 7  | 4  | +3 | 10 |
| Sparta Praha  | 6 | 2  | 1 | 3 | 7  | 9  | –2 | 7  |
| CFR Cluj      | 6 | 1  | 0 | 5 | 4  | 10 | –6 | 3  |

| Csapat        | M | Gy | D | V | G+ | G– | Gk  | P  |
| ------------- | - | -- | - | - | -- | -- | --- | -- |
| Werder Bremen | 6 | 5  | 1 | 0 | 17 | 6  | +11 | 16 |
| Athletic Club | 6 | 3  | 1 | 2 | 10 | 8  | +2  | 10 |
| CD Nacional   | 6 | 1  | 2 | 3 | 11 | 12 | –1  | 5  |
| Austria Wien  | 6 | 0  | 2 | 4 | 4  | 16 | –12 | 2  |

## Egyenes kieséses szakasz

### A legjobb 16 közé jutásért
A legjobb 16 közé jutásért és a nyolcaddöntők sorsolását 2009. december 18-án tartották.
Továbbjutók az Európa-liga csoportköréből
| Első helyezettek (kiemeltek)  | Második helyezettek (nem kiemeltek) |
| ----------------------------- | ----------------------------------- |
| Anderlecht (A csoport)        | Ajax (A csoport)                    |
| Valencia CF (B csoport)       | Lille OSC (B csoport)               |
| Hapóél Tel-Aviv (C csoport)   | Hamburger SV (C csoport)            |
| Sporting CP (D csoport)       | Hertha BSC (D csoport)              |
| Roma (E csoport)              | Fulham (E csoport)                  |
| Galatasaray (F csoport)       | Panathinaikósz (F csoport)          |
| Red Bull Salzburg (G csoport) | Villarreal (G csoport)              |
| Fenerbahçe (H csoport)        | Twente (H csoport)                  |
| Benfica (I csoport)           | Everton (I csoport)                 |
| Sahtar Doneck (J csoport)     | Club Brugge (J csoport)             |
| PSV Eindhoven (K csoport)     | FC København (K csoport)            |
| Werder Bremen (L csoport)     | Athletic Club (L csoport)           |

Továbbjutók az UEFA-bajnokok ligája csoportköréből
| Legjobb négy harmadik helyezett (kiemeltek) | Másik négy harmadik helyezett (nem kiemeltek) |
| ------------------------------------------- | --------------------------------------------- |
| Unirea Urziceni (G csoport)                 | Liverpool (E csoport)                         |
| Juventus (A csoport)                        | Rubin Kazany (F csoport)                      |
| Wolfsburg (B csoport)                       | Standard Liège (H csoport)                    |
| Marseille (C csoport)                       | Atlético Madrid (D csoport)                   |

#### Párosítások
A sorsoláskor figyelembe vették, hogy azonos nemzetű együttesek, illetve az azonos csoportból győztes csapatok nem szerepelhettek egymás ellen.
A második kalapban szereplő csapatok játsszák az első mérkőzést hazai környezetben.
| 1. csapat       | Össz.      | 2. csapat         | 1. mérk. | 2. mérk.  |
| --------------- | ---------- | ----------------- | -------- | --------- |
| Rubin Kazany    | 3–0        | Hapóél Tel-Aviv   | 3–0      | 0–0       |
| Athletic Club   | 1–5        | Anderlecht        | 1–1      | 0–4       |
| FC København    | 2–6        | Marseille         | 1–3      | 1–3       |
| Panathinaikósz  | 6–4        | Roma              | 3–2      | 3–2       |
| Atlético Madrid | 3–2        | Galatasaray       | 1–1      | 2–1       |
| Ajax            | 1–2        | Juventus          | 1–2      | 0–0       |
| Club Brugge     | 1–3        | Valencia CF       | 1–0      | 0–3(h.u.) |
| Fulham          | 3–2        | Sahtar Doneck     | 2–1      | 1–1       |
| Liverpool       | 4–1        | Unirea Urziceni   | 1–0      | 3–1       |
| Hamburger SV    | 3–3 (i.g.) | PSV Eindhoven     | 1–0      | 2–3       |
| Villarreal      | 3–6        | Wolfsburg         | 2–2      | 1–4       |
| Standard Liège  | 3–2        | Red Bull Salzburg | 3–2      | 0–0       |
| Twente          | 2–4        | Werder Bremen     | 1–0      | 1–4       |
| Lille OSC       | 3–2        | Fenerbahçe        | 2–1      | 1–1       |
| Everton         | 2–4        | Sporting CP       | 2–1      | 0–3       |
| Hertha BSC      | 1–5        | Benfica           | 1–1      | 0–4       |

### Nyolcaddöntők
| 1. csapat       | Össz.        | 2. csapat      | 1. mérk. | 2. mérk.     |
| --------------- | ------------ | -------------- | -------- | ------------ |
| Hamburger SV    | 6 – 5        | Anderlecht     | 3 – 1    | 3 – 4        |
| Rubin Kazany    | 2 – 3        | Wolfsburg      | 1 – 1    | 1 – 2 (h.u.) |
| Atlético Madrid | 2 – 2 (i.g.) | Sporting CP    | 0 – 0    | 2 – 2        |
| Benfica         | 3 – 2        | Marseille      | 1 – 1    | 2 – 1        |
| Panathinaikósz  | 1 – 4        | Standard Liège | 1 – 3    | 0 – 1        |
| Lille OSC       | 1 – 3        | Liverpool      | 1 – 0    | 0 – 3        |
| Juventus        | 4 – 5        | Fulham         | 3 – 1    | 1 – 4        |
| Valencia CF     | 5 – 5 (i.g.) | Werder Bremen  | 1 – 1    | 4 – 4        |

### Negyeddöntők
A negyeddöntők és a további mérkőzések sorsolását 2010. március 19-én tartották. Az első mérkőzések 2010. április 1-jén, a második mérkőzéseket április 8-án játszották.
| 1. csapat    | Össz.        | 2. csapat       | 1. mérk. | 2. mérk. |
| ------------ | ------------ | --------------- | -------- | -------- |
| Fulham       | 3 – 1        | Wolfsburg       | 2 – 1    | 1 – 0    |
| Hamburger SV | 5 – 2        | Standard Liège  | 2 – 1    | 3 – 1    |
| Valencia CF  | 2 – 2 (i.g.) | Atlético Madrid | 2 – 2    | 0 – 0    |
| Benfica      | 3 – 5        | Liverpool       | 2 – 1    | 1 – 4    |

### Elődöntők
Az első mérkőzéseket 2010. április 22-én, a második mérkőzéseket április 29-én játszották.
| 1. csapat       | Össz.       | 2. csapat | 1. mérk. | 2. mérk.     |
| --------------- | ----------- | --------- | -------- | ------------ |
| Hamburger SV    | 1 – 2       | Fulham    | 0 – 0    | 1 – 2        |
| Atlético Madrid | 2 – 2 (i.g) | Liverpool | 1 – 0    | 1 – 2 (h.u.) |

### Döntő
| 2010. május 12. 20:45 |

| Atlético Madrid | 2–1 (h. u.)                 | Fulham     |
| --------------- | --------------------------- | ---------- |
| Forlán 32' 116' | (1–1, 1–1, 1–1) Jegyzőkönyv | Davies 37' |

| HSH Nordbank Arena, Hamburg Nézőszám: 49 000 Játékvezető: Nicola Rizzoli (olasz) |

| A 2009–2010-es Európa-liga győztese |
| ----------------------------------- |
| ATLÉTICO MADRID 1. cím              |

## Góllövők
| Helyezés | Név               | Csapat           | Gólok | Játszott percek |
| -------- | ----------------- | ---------------- | ----- | --------------- |
| 1        | Claudio Pizarro   | Werder Bremen    | 9     | 692'            |
| 1        | Óscar Cardozo     | Benfica          | 9     | 999'            |
| 3        | Jonathan Legear   | Anderlecht       | 6     | 487'            |
| 3        | Fernando Llorente | Athletic Club    | 6     | 544'            |
| 3        | David Villa       | Valencia         | 6     | 620'            |
| 3        | Bobby Zamora      | Fulham           | 6     | 773'            |
| 7        | Gervinho          | Lille            | 5     | 282'            |
| 7        | Rúben Micael      | Nacional         | 5     | 525'            |
| 7        | Alexander Frei    | Basel            | 5     | 531'            |
| 7        | Luiz Adriano      | Shakhtar Donetsk | 5     | 690'            |
| 7        | Juan Manuel Mata  | Valencia         | 5     | 719'            |
| 7        | Djibril Cissé     | Panathinaikos    | 5     | 720'            |
| 7        | Gera Zoltán       | Fulham           | 5     | 894'            |

## Külső hivatkozások
- A 2009–2010-es kiírás rendszere (UEFA.com) (angolul)
- A 2009–2010-es szezon résztvevői (UEFA.com) (angolul)
- A 2009–2010-es szezon résztvevői (UEFA European Cup Football by Bert Kassies) (angolul)